# 最後の夜 (清木場俊介の曲)
「最後の夜」（さいごのよる）は、日本の歌手清木場俊介の6枚目のシングルである。2007年7月18日発売。発売元はrhythm zone。

## 概要
「五日間……バックレよう」と同時発売されたシングルで、アルバム『IMAGE』からの先行シングル。
4万枚限定の「紙ジャケット盤」と「通常盤」の2仕様で発売。
シングルは、2007年7月30日付のオリコン週間シングルランキングで9位を記録した。

## 収録曲
全曲 作詞：清木場俊介 / 編曲：高橋圭一
1. 最後の夜(6:34)
（作曲：清木場俊介 / ストリングス編曲：クラッシャー木村）
不倫を題材とした楽曲。清木場は「結婚してるわけじゃないから、想像で書いた」と語っている[3]。
2. クワガタ(5:13)
（作曲：川根来音）
アルバム未収録。
3. 最後の夜(カラオケ)(6:34)

## 収録アルバム
- IMAGE
- 清木場祭2007
- 清木場俊介 SONGS 2005-2008